# 托特·拉约什
托特·拉约什（匈牙利語：Tóth Lajos，1914年8月25日—1984年8月24日），匈牙利男子竞技体操运动员。他曾获得1948年夏季奥运会体操比赛男子团体全能铜牌。他也参加了1936年和1952年夏季奥运会。